# Шарнебек
Шарнебек (њем. Scharnebeck) општина је у њемачкој савезној држави Доња Саксонија. Једно је од 43 општинска средишта округа Линебург. Према процјени из 2010. у општини је живјело 3.212 становника. Посједује регионалну шифру (AGS) 3355033.

## Географски и демографски подаци
Шарнебек се налази у савезној држави Доња Саксонија у округу Линебург. Општина се налази на надморској висини од 7 метара. Површина општине износи 26,9 km². У самом мјесту је, према процјени из 2010. године, живјело 3.212 становника. Просјечна густина становништва износи 119 становника/km².

## Међународна сарадња
| Мјесто | Држава    | Врста сарадње | Од    |
| ------ | --------- | ------------- | ----- |
|        | Француска | партнерство   | 1974. |
| Извор  |           |               |       |